# Paul Teutul, Sr
Paul John Teutul, Sr. född (1 maj 1949). Grundare av Orange County Ironworks och Orange County Choppers (OCC). Paul Sr. är känd genom TV-programmet American chopper på Discovery Channel, där han jobbar tillsammans med sina söner Paul Teutul, Jr. och Michael Teutul. Utöver sönerna Paul Jr och Michael har han även sonen Daniel och dottern Cristin.

## Biografi
Teutul växte upp i Pearl River, New York.
I några avsnitt av American Chopper har Paul berättat hur han tidigare, innan karriären med OCC, missbrukade droger och alkohol. Han har uppgett att han var en flitig användare av kokain och "hade i stort sett alltid någon drog i närheten". Han drack whiskey dagligen och drack vid ett tillfälle 1 liter under lunchrasten när han jobbade. Efter jobbet fortsatte han att dricka och var påverkad närapå dygnet runt. På söndagarna när den lokala spritaffären var stängd kunde Paul ändå handla då han var affärens stamkund och god vän med ägaren.
Slutet för missbruket kom dock när han var 35 år och var på väg in på rehabilitering. Han ville inte riskera att hans företag skulle gå i konkurs och slutade därför omedelbart på egen hand. I ett avsnitt då hans son Mikey intervjuade OCC:s personal frågade han sin far, "Vad är ditt bästa minne? " varpå Teutul svarade: "När jag slutade dricka." Dessutom har han nämnt att han "missat" sina barns barndom på grund av missbruket och förklarat att han vill ta igen det med sina barnbarn.
I sin bok The Tale of the Teutuls avslöjar Paul att han inte visste vad hans eget andra förnamn var förrän han fick reda på det i 30-årsåldern, och att han är döpt till Paul Teutul Junior likt sin son fast att han kallas Senior.
Även om han aldrig tjänstgjorde i någon gren i militären under Vietnamkriget, så arbetade Teutul i handelsflottan under kriget. Det är oklart vad han jobbade med ombord, eller hur länge.

## Karriär
Teutul började ursprungligen som ägare av Orange County Ironworks, en stålfabrik som numera helt ägs och förvaltas av sonen Daniel. Han började bygga egna motorcyklar för sitt nöjes skull på fritiden efter att ha inspirerats av de många olika personliga stuken som han sett på gatorna och i filmer. Folk gillade Pauls sätt att bygga och 1999 lämnade han fabriken för att starta Orange County Choppers med sin son Paul Jr och började bygga för försäljning.
Han har byggt upp ett rykte genom TV-serien American Chopper som en hård affärsman och med en kort stubin. Han är också noga med prydligheten och sågs ofta i de tidigare avsnitten av American Chopper skälla ut personalen när de stökat till i verkstaden. Sonen Michael beskrev sin far vid ett tillfälle "som Martha Stewart på en motorcykel." Teutul har dykt upp på Late Show with David Letterman, Late Night with Conan O'Brien, The Tonight Show med Jay Leno och Late Night with Jimmy Fallon. I början av 2007 var han också med i en reklamkampanj för Wall Street Journal som presenterade kändisläsare.
Han har varit med i musikvideon till Nickelbacks låt "Rockstar", och även i TV-programmet Long Way Round. Tillsammans med sin son Paul Jr, spelade Teutul en liten roll i filmen Wild Hogs från 2007. 